# Liste der denkmalgeschützten Objekte in Mortantsch
Die Liste der denkmalgeschützten Objekte in Mortantsch enthält das denkmalgeschützte, unbewegliche Objekt der Gemeinde Mortantsch im steirischen Bezirk Weiz.

## Denkmäler
| Foto |                 | Denkmal                                     | Standort                                             | Beschreibung | Metadaten                                                                                        |
| ---- | --------------- | ------------------------------------------- | ---------------------------------------------------- | ------------ | ------------------------------------------------------------------------------------------------ |
| ja   | Datei hochladen | Wegkapelle HERIS-ID: 85205 Objekt-ID: 99395 | Göttelsberg 27, in der Nähe Standort KG: Göttelsberg |              | BDA-Hist.: Q38184802 Status: § 2a Stand der BDA-Liste: 2025-06-30 Name: Wegkapelle GstNr.: 343/2 |